# Mecinus
Mecinus är ett släkte av skalbaggar som beskrevs av Ernst Friedrich Germar 1817. Mecinus ingår i familjen vivlar.

## Bildgalleri

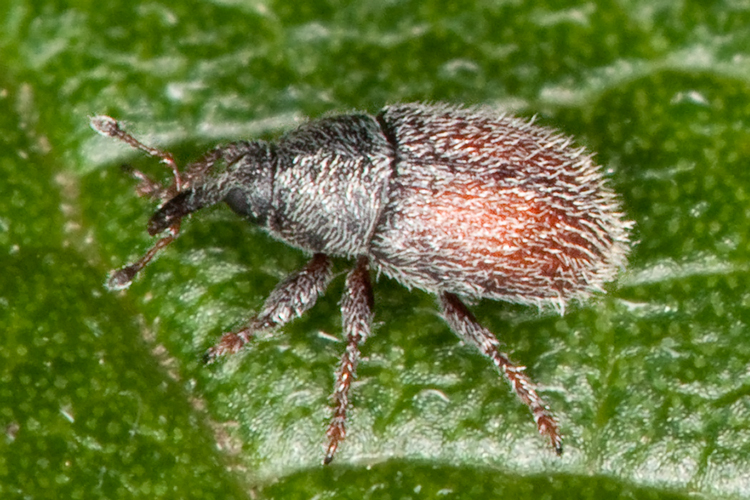
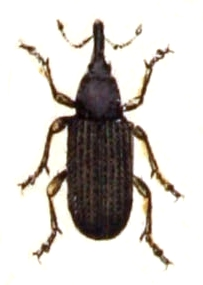

## Dottertaxa tillMecinus, i alfabetisk ordning[1][2]
- Mecinus albipubens
- Mecinus alpinus
- Mecinus alternans
- Mecinus andalusicus
- Mecinus angustatus
- Mecinus aubei
- Mecinus barbarus
- Mecinus brevithorax
- Mecinus cerasi
- Mecinus circulatus
- Mecinus collaris
- Mecinus comosus
- Mecinus cuprifer
- Mecinus curvirostris
- Mecinus dorsalis
- Mecinus echinatus
- Mecinus erythrocerus
- Mecinus erythrocnemus
- Mecinus fairmairei
- Mecinus favarcqi
- Mecinus filiformis
- Mecinus fimbriatus
- Mecinus haemorrhoidalis
- Mecinus hariolus
- Mecinus hesteticus
- Mecinus heydeni
- Mecinus horridulus
- Mecinus humeralis
- Mecinus ianthinus
- Mecinus janthinus
- Mecinus kammereri
- Mecinus labilis
- Mecinus laeviceps
- Mecinus limbatus
- Mecinus lineicollis
- Mecinus longiusculus
- Mecinus marginatus
- Mecinus nasutus
- Mecinus pascuorum
- Mecinus pici
- Mecinus pinastri
- Mecinus pyraster
- Mecinus reichei
- Mecinus relicta
- Mecinus rufipennis
- Mecinus schneideri
- Mecinus semicylindricus
- Mecinus setosus
- Mecinus setulosus
- Mecinus sicardi
- Mecinus subcostatus
- Mecinus subcylindricus
- Mecinus sublineellus
- Mecinus suturalis
- Mecinus tavaresi
- Mecinus teretiusculus
- Mecinus theresae
- Mecinus tournieri
- Mecinus variegatus
- Mecinus venturensis
- Mecinus violaceus